# Caralophia loxochila
Caralophia loxochila är en fiskart som beskrevs av Böhlke, 1955. Caralophia loxochila ingår i släktet Caralophia och familjen Ophichthidae. Inga underarter finns listade.